# 4927 O'Connell
4927 O'Connell eller 1982 UP2 är en asteroid i huvudbältet som upptäcktes den 21 oktober 1982 av den tjeckiske astronomen Zdeňka Vávrová vid Kleť-observatoriet. Den är uppkallad efter irländaren Daniel O'Connell.
Asteroiden har en diameter på ungefär 7 kilometer och den tillhör asteroidgruppen Koronis.